# Kloran

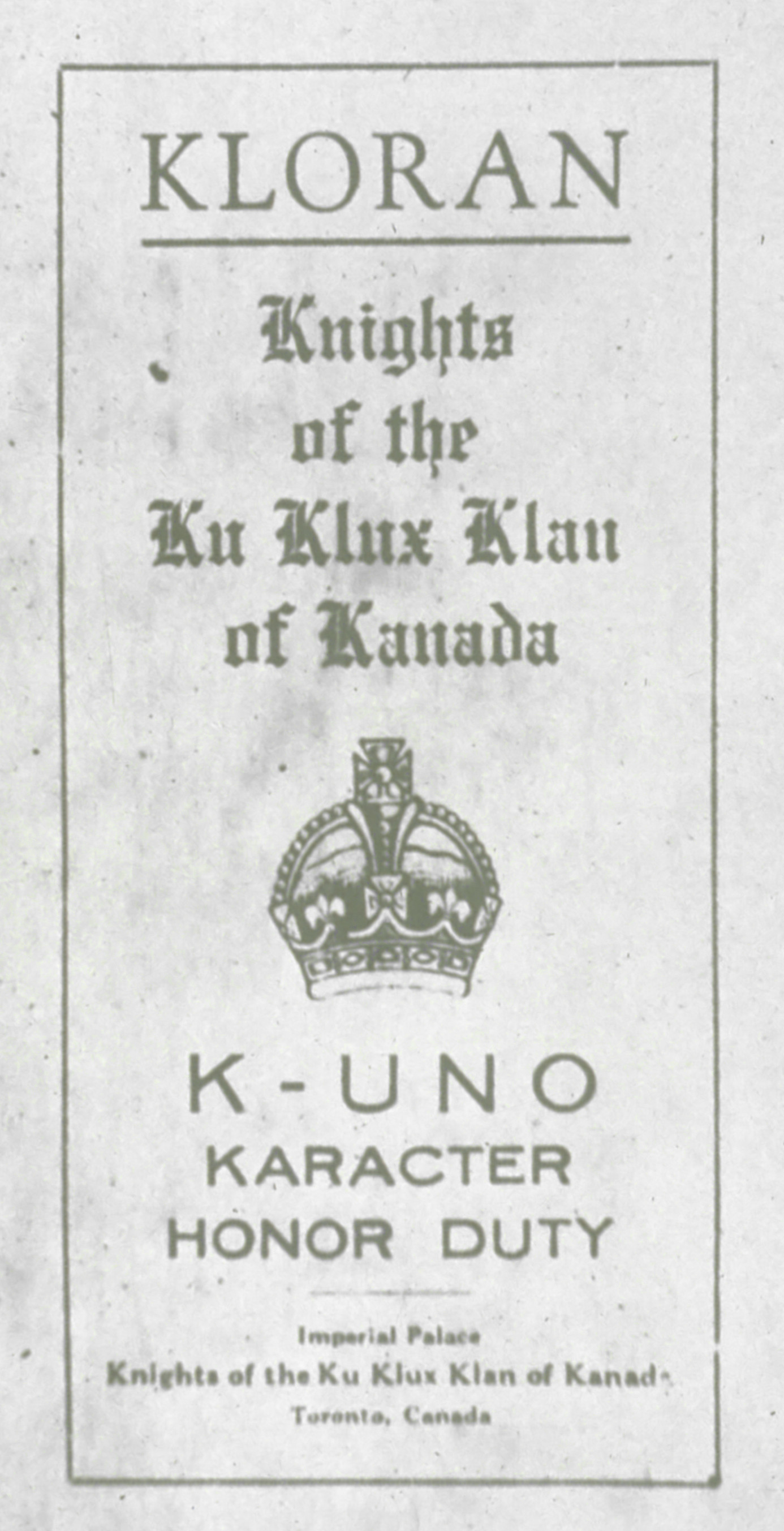

Kloranul (o combinație între „Klan” și ”Coran”) este îndreptarul organizației Ku Klux Klan. Edițiile lucrării conțin de obicei descrieri detaliate ale rolurilor pe care le au diferiți membri din KKK, respectiv procedurile și protocoalele organizației.
Literele Kl erau utilizate la începutul cuvintelor cu scopul de a denota asocierea cu Ku Klux Klanul. Kloran, Klonversation (conversație), Klavern (tavernă) și Klavaliers (cavaleri) reprezintă doar o parte din vocabularul utilizat de către aceștia. Practicile diferă de cele ale Ku Klux Klanului din perioada Reconstrucției; o mare parte din terminologia folosită în acea perioadă a fost abandonată, păstrându-se însă titlurile oferite indivizilor aflați în fruntea organizației. Liderul unei Klaverne, de exemplu, aveam denumirea de „Exalted Cyclops.”
Kloranul original a fost redactat de către William J. Simmons pentru grupul său Knights of the Ku Klux Klan, cc. 1916. Textul lucrării a fost puternic influențat de experiența acestuia în mișcările fraternaliste.